# Ultimatumul sovietic dat României în 1940
În Arhivele Naționale ale României, secțiunea Arhivele Ministerului Afacerilor Externe (AMAE, fond 71/1920-1944. URSS, vol. 130, f. 245-246) se păstrează textul ultimatumului dat României la 26 iunie 1940 de Uniunea Sovietică.

## Ultimatumul
(citare)
„În anul 1918 România folosindu-se de slăbiciunea militară a Rusiei a desfăcut de la Uniunea Sovietică (Rusia) o parte din teritoriul ei, Basarabia, călcând prin aceasta unitatea seculară a Basarabiei, populată în principal cu ucraineni, cu Republica sovietică ucraineană.
Uniunea sovietică nu s-a împăcat niciodată cu faptul luării cu forța a Basarabiei, ceea ce guvernul sovietic a declarat nu o singură dată și deschis în fața întregii lumi. Acum când slăbiciunea militară a URSS este de domeniul trecutului iar situația internațională care s-a creat cere rezolvarea rapidă a chestiunilor moștenite din trecut pentru a pune în fine bazele unei păci solide între țări, URSS consideră necesar și oportun ca în interesul restabilirii adevărului să pășească împreună cu România la rezolvarea imediată a chestiunii înapoierii Basarabiei la Uniunea sovietică.
Guvernul sovietic consideră că chestiunea întoarcerii Basarabiei este legată în mod organic de chestiunea transmiterii către URSS a acelei părți a Bucovinei a cărei populație este legată în marea sa majoritate de Ucraina sovietică prin comunitatea sorții istorice cât și prin comunitatea de limbă și compoziție națională. Un astfel de act ar fi cu atât mai just cu cât transmiterea părții de nord a Bucovinei către URSS ar putea reprezenta, este drept că numai într-o măsură neînsemnată, un mijloc de despăgubire a acelei mari pierderi care a fost pricinuită URSS-ului și populației Basarabiei prin dominația de 22 de ani a României în Basarabia.
Guvernul URSS propune Guvernului Regal al României:
1. Să înapoieze cu orice preț Uniunii sovietice Basarabia;
2. Să transmită Uniunii sovietice partea de nord a Bucovinei cu frontierele potrivit cu harta alăturată.
Guvernul sovietic își exprimă speranța că Guvernul român va primi propunerile de față ale URSS și că aceasta va da posibilitatea a se rezolva pe cale pașnică conflictul prelungit dintre URSS și România.
Guvernul sovietic așteaptă răspunsul Guvernului Regal al României în decursul zilei de 27 iunie curent.”